# 扶手

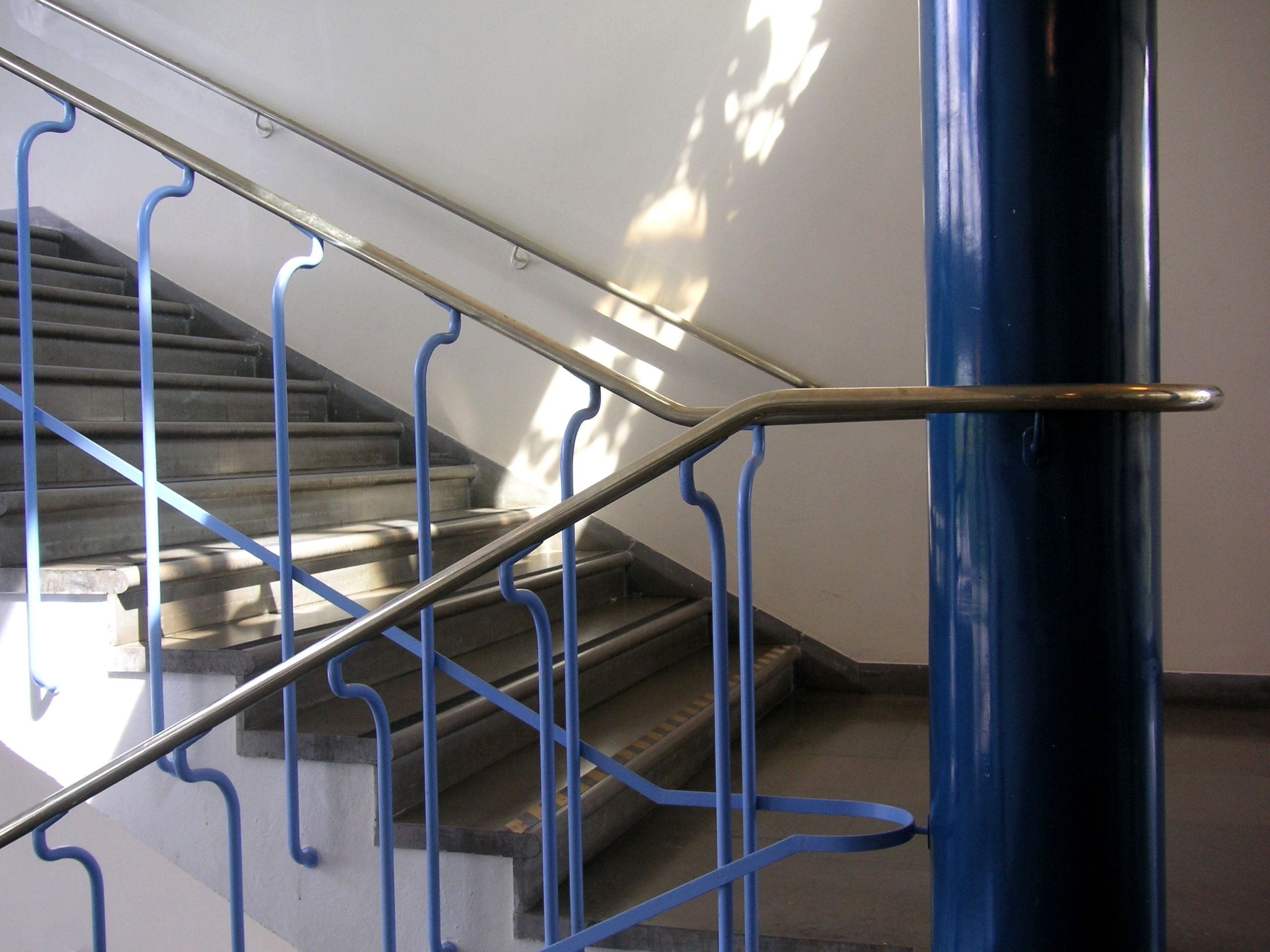
由金属制成的扶手

扶手又稱扶手欄杆，是一般安裝在楼梯和自动扶梯的一种能讓人用手抓握的欄杆，扶手可以向行人提供支撑，以避免行人摔倒。